# Ana Sofia de Saxe-Gota-Altemburgo
Ana Sofia de Saxe-Gota-Altemburgo (22 de dezembro de 1670 - 28 de dezembro de 1728) foi uma princesa de Saxe-Gota-Altemburgo e duquesa na Saxónia por nascimento e princesa de Schwarzburg-Rudolstadt por casamento.

## Ancestrais
Ana Sofia era filha de Frederico I, Duque de Saxe-Gota-Altemburgo e da duquesa Madalena Sibila de Saxe-Weissenfels.
O seu pai era descendente de quarta geração do príncipe-eleitor João Frederico I, Eleitor da Saxônia na linha masculina directa. Era também um descendente de quarta geração da sua esposa, Sibila de Cleves, filha do duque João III de Cleves e irmã mais velha tanto de Ana de Cleves como do duque Guilherme de Jülich-Cleves-Berg.
O príncipe-eleitor era pai de João Guilherme de Saxe-Weimar. Casou-se com Doroteia Susana de Simmern, uma filha do príncipe-eleitor palatino Frederico III.
Foram pais do duque João II de Saxe-Weimar que se casou com a princesa Doroteia Maria de Anhalt, uma neta do duque Cristóvão de Württemberg e bisneta do duque Ulrico de Württemberg.
João e Doroteia Maria eram pais de Ernesto I, Duque de Saxe-Gota que se casou com a sua prima, a duquesa Isabel Sofia de Saxe-Altemburgo. Assim, o seu filho Frederico I herdou ambos os ducados como duque de Saxe-Gota-Altemburgo em 1675.

## Casamento e descendência
Casou-se com o príncipe Luís Frederico I, Príncipe de Schwarzburg-Rudolstadt a 15 de outubro de 1691. Juntos tiveram quinze filhos:
1. Frederico António de Schwarzburg-Rudolstadt (14 de agosto de 1692 – 1 de setembro de 1744), casado com a duquesa Sofia Guilhermina de Saxe-Coburgo-Saalfeld; com descendência. Casado depois com a princesa Sofia Cristina da Frísia Oriental; sem descendência.
2. Amália Madalena de Schwarzburg-Rudolstadt (15 de junho de 1693 - 19 de junho de 1693), morreu aos quatro dias de idade.
3. Sofia Luísa de Schwarzburg-Rudolstadt (15 de junho de 1693 - 23 de maio de 1776), morreu solteira e sem descendência.
4. Sofia Juliana de Schwarzburg-Rudolstadt (16 de outubro de 1694 - 23 de maio de 1776), freira na Abadia de Gandersheim; sem descendência.
5. Guilherme Luís de Schwarzburg-Rudolstadt (15 de fevereiro de 1696 - 29 de setembro de 1757), casado morganaticamente com Caroline Henriette Gebauer que recebeu o título de baronesa Brockenburg em 1727; com descendência.
6. Cristiana Doroteia de Schwarzburg-Rudolstadt (14 de fevereiro de 1697 - 20 de agosto de 1698), morreu aos dezoito meses de idade.
7. Alberto António de Schwarzburg-Rudolstadt (16 de julho de 1698 - 24 de março de 1720), morreu no Cerco de Palermo, aos vinte-e-um anos de idade; sem descendência.
8. Emília Juliana de Schwarzburg-Rudolstadt (21 de julho de 1699 - 31 de agosto de 1774), morreu solteira e sem descendência.
9. Ana Sofia de Schwarzburg-Rudolstadt (9 de setembro de 1700 – 11 de dezembro de 1780), casada com o duque Francisco Josias de Saxe-Coburgo-Saalfeld; com descendência.
10. Frederica Luísa de Schwarzburg-Rudolstadt (28 de janeiro de 1706 - 11 de setembro de 1787), morreu solteira e sem descendência.
11. Madalena Sibila de Schwarzburg-Rudolstadt (5 de maio de 1707 - 26 de fevereiro de 1795), freira na Abadia de Gandersheim; sem descendência.
12. Luís Günther II de Schwarzburg-Rudolstadt (22 de outubro de 1708 - 29 de agosto de 1790), casado com Sofia Henriqueta Reuss-Untergreiz; com descendência.

Através da sua filha com o mesmo nome, Ana Sofia era uma antepassada da rainha Vitória do Reino Unido e do príncipe Alberto de Saxe-Coburgo-Gota, bem como dos seus primos, a rainha Carlota do México e o rei Leopoldo II da Bélgica.

## Genealogia
| Ana Sofia de Saxe-Gota-Altemburgo | Pai: Frederico I, Duque de Saxe-Gota-Altemburgo | Avô paterno: Ernesto I, Duque de Saxe-Gota      | Bisavô paterno: João II, Duque de Saxe-Weimar                                |
| Ana Sofia de Saxe-Gota-Altemburgo | Pai: Frederico I, Duque de Saxe-Gota-Altemburgo | Avô paterno: Ernesto I, Duque de Saxe-Gota      | Bisavó paterna: Doroteia Maria de Anhalt                                     |
| Ana Sofia de Saxe-Gota-Altemburgo | Pai: Frederico I, Duque de Saxe-Gota-Altemburgo | Avó paterna: Isabel Sofia de Saxe-Altemburgo    | Bisavô paterno: João Filipe, Duque de Saxe-Altemburgo                        |
| Ana Sofia de Saxe-Gota-Altemburgo | Pai: Frederico I, Duque de Saxe-Gota-Altemburgo | Avó paterna: Isabel Sofia de Saxe-Altemburgo    | Bisavó paterna: Isabel de Brunsvique-Volfembutel, Duquesa de Saxe-Altemburgo |
| Ana Sofia de Saxe-Gota-Altemburgo | Mãe: Madalena Sibila de Saxe-Weissenfels        | Avô materno: Augusto, Duque de Saxe-Weissenfels | Bisavô materno: João Jorge I, Eleitor da Saxônia                             |
| Ana Sofia de Saxe-Gota-Altemburgo | Mãe: Madalena Sibila de Saxe-Weissenfels        | Avô materno: Augusto, Duque de Saxe-Weissenfels | Bisavó materna: Madalena Sibila da Prússia                                   |
| Ana Sofia de Saxe-Gota-Altemburgo | Mãe: Madalena Sibila de Saxe-Weissenfels        | Avó materna: Ana Maria de Mecklemburgo-Schwerin | Bisavô materno: Adolfo Frederico I, Duque de Mecklemburgo-Schwerin           |
| Ana Sofia de Saxe-Gota-Altemburgo | Mãe: Madalena Sibila de Saxe-Weissenfels        | Avó materna: Ana Maria de Mecklemburgo-Schwerin | Bisavó materna: Ana Maria da Frísia Oriental                                 |